# Taureau (cuirassé)
Pour les articles homonymes, voir Taureau (homonymie).
Le Taureau est un bélier cuirassé garde-côtes construit pour la Marine française en 1865. Doté d'un éperon, il a une vocation offensive et inaugure une série de plusieurs navires de ce type lancés durant les décennies qui suivirent, la classe Bélier. Il passe la majorité de sa carrière à Cherbourg avant d'être condamné en 1890 et démoli l'année suivante.

## Conception
Les années 1850 ont vu la construction de batteries flottantes, à vocation purement défensive. Les progrès de l'artillerie rendant leur blindage obsolète, il fut décidé de lancer la construction de garde-côtes basés sur l'usage de l'éperon et donc de la vitesse. C'est ainsi que Dupuy de Lôme conçoit un garde-côte offensif, le Taureau, dont la vitesse de 12,58 nœuds (23,3 kilomètres par heure) est égale à celle des bâtiments de haute-mer de l'époque. Une superstructure en tôle arrondie le protège des paquets de mer et en fait un navire qui tient bien mieux à la mer que les batteries flottantes qui l'ont précédé.
Déplaçant 2 718 tonnes, le Taureau possède un blindage de 15 cm au niveau de la ligne de flottaison. Un blindage de 5 cm recouvre le pont, protégeant celui-ci des obus plongeants. Enfin, en plus de l'éperon, le navire est doté d'une tourelle fixe renfermant un canon de 24 cm, protégée par des plaques de blindage de 12 cm.

## Histoire
La construction du Taureau commence à l'arsenal de Toulon le 5 octobre 1863. Lancé le 10 juin 1865, le navire est armé le 21 août 1865 et commence ses essais aux ordres du commandant Krantz, qu'il finit l'année suivante. En août 1867 le bélier cuirassé quitte Toulon et rejoint Cherbourg où il est placé en réserve sous les ordres des lieutenants de vaisseau Parrayon puis Mauzac. En juillet 1870, il est aux ordres du capitaine de frégate Duperré, puis le mois suivant sous les ordres du capitaine de frégate Baucheron de Boissoudy. En 1872 on envisage une première fois de retirer le navire du service, mais il est réarmé pour essais en 1873 sous les ordres du commandant Richier. Commandé par Riou de Kerprigent en 1878, le Taureau est finalement condamné le 25 octobre 1890.